# Monifieth
Monifieth är en ort i Storbritannien.   Den ligger i kommunen Angus och riksdelen Skottland, i den norra delen av landet, 600 km norr om huvudstaden London. Monifieth ligger 16 meter över havet och antalet invånare är 7 900.
Terrängen runt Monifieth är lite kuperad. Havet är nära Monifieth åt sydost.  Närmaste större samhälle är Dundee, 9,8 km väster om Monifieth. 